# Arenaria (ave)
Arenaria es un género de aves de la familia Scolopacidae, e integrado por solo dos especies, las que son conocidas vulgarmente con el nombre de vuelvepiedras.
Habitan en playas marinas de todo el mundo, aunque nidifican solo en regiones árticas.

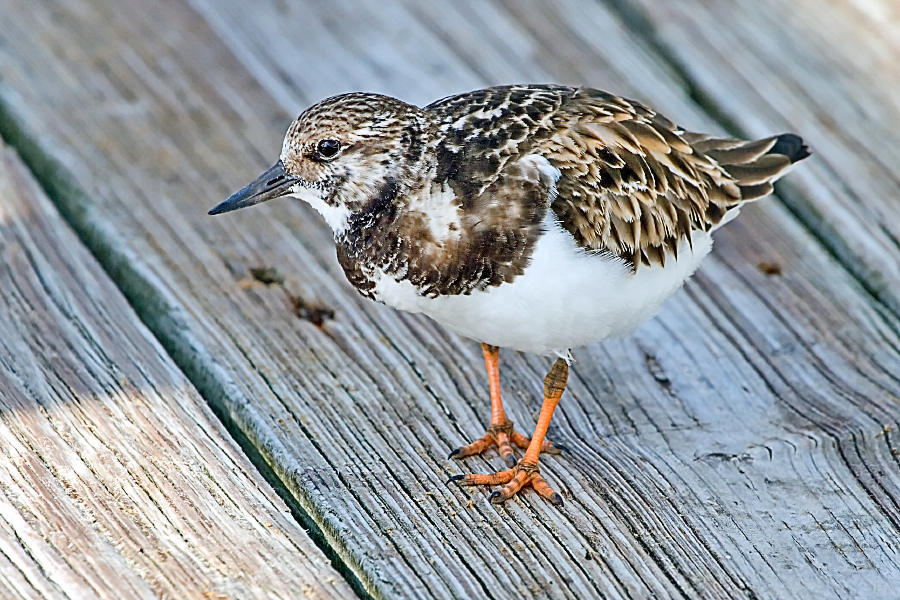
Arenaria interpres en plumaje invernal.

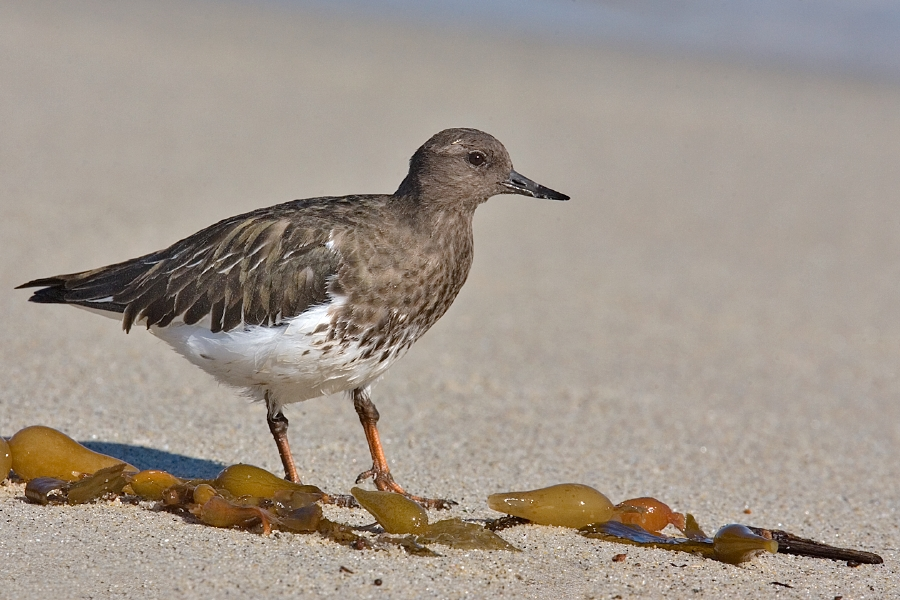
Arenaria melanocephala en plumaje invernal.

## Descripción
Miden entre 20 y 25 cm de largo, y tienen una envergadura de 42 a 50 cm Poseen un cuerpo compacto, con sus patas, y cuello cortos, este último también grueso. Su pico, también de escasa longitud, tiene una forma específicamente evolucionada para facilitar al ave la búsqueda de alimento.
Su coloración varía con las estaciones, siendo, dependiendo de la especie, más viva, contrastada, o colorida en la temporada reproductiva (el verano boreal). Su aspecto es también llamativo en vuelo, al mostrar manchas blancas en el dorso, las alas y la cola.

## Costumbres
Son aves estrictamente costeras, prefiriendo las playas rocosas o arenosas, en donde comparten el hábitat con otras especies de limícolas. Tal como indica su nombre vulgar, es un género con un pico especialmente adaptado para que puedan fácilmente dar vuelta a las piedras o algas que en las costas marinas encuentran, y de este modo queden expuestos los invertebrados que bajo esos restos se ocultan y que constituyen el alimento de estas aves, dieta que complementan con pescado en descomposición.
Al alimentarse, pueden hacerlo de manera aislada, en grupos pequeños, o incluso en grandes bandadas; esta última es la manera en que realizan sus migraciones.
Construyen nidos solitarios cerca de la costa. Esconden su nido entre la vegetación. Las hembras pone huevos verdosos con manchas parduzcas, que son empollados por ambos progenitores. Los huevos eclosionan luego de 22 a 24 días.

## Distribución
Ejemplares de este género nidifican entre mayo y principios de agosto en regiones árticas de Alaska, Canadá, Groenlandia, Islandia, el norte de Europa continental y Asia. En el invierno migran hacia el sur en busca de climas más amenos, llegando hasta la costa pacífica de Estados Unidos, en el caso del vuelvepiedras negro, y en el común a las costas de África, Asia, Europa, Oceanía, América, hasta el archipiélago de Tierra del Fuego. Una parte de la población que llega al hemisferio sur no regresa al norte al llegar el otoño austral, pasando todo el invierno en las mismas playas donde invernan, y cambiando su plumaje por el reproductivo, aunque no manifiestan actitudes de nidificación.

## Taxonomía
Este género fue creado por Mathurin Jacques Brisson en el año 1760. Lo conforman dos especies:
- Arenaria interpres es el vuelvepiedras común o rojizo
- Arenaria melanocephala es el vuelvepiedras oscuro